# Parc naturel du Pays des Collines
Le parc naturel du pays des Collines est un Parc naturel belge, situé en province de Hainaut, à la limite de la région flamande.
Créé en 1997, il est composé des communes d'Ellezelles, Flobecq, Frasnes-lez-Anvaing, Mont-de-l'Enclus et d'une partie de la commune d'Ath (sections de Mainvault, Houtaing et Ostiches).